# NGC 1079
NGC 1079 je galaksija u zviježđu Kemijska peć.

## Vanjske poveznice
- SEDS: NGC 1079